# PGC 62910
LEDA/PGC 62910 ist eine Linsenförmige Galaxie vom Hubble-Typ S0 im Sternbild Pfau am Südsternhimmel, die schätzungsweise 147 Millionen Lichtjahre von der Milchstraße entfernt ist. 
Gemeinsam mit NGC 6753, NGC 6758, NGC 6780, IC 4832, IC 4856 und PGC 62885 bildet sie die NGC 6753-Gruppe oder LGG 426.